# Plumbungan (Kebonagung)
Plumbungan is een bestuurslaag in het regentschap Pacitan van de provincie Oost-Java, Indonesië. Plumbungan telt 1016 inwoners (volkstelling 2010).